# Tethya actinia
Espèce
Tethya actinia est une espèce d'éponge de la classe des démosponges. Elle s'avère très toxique pour la plupart des spongivores.
Elle est consommée par les tortues imbriquées.